# An Eventful Elopement
An Eventful Elopement è un cortometraggio muto del 1912 diretto da William V. Ranous.

## Produzione
Il film fu prodotto dalla Vitagraph Company of America.

## Distribuzione
Distribuito dalla General Film Company, il film - un cortometraggio in una bobina - uscì nelle sale cinematografiche statunitensi il 1º giugno 1912.